# Buloňský lesík

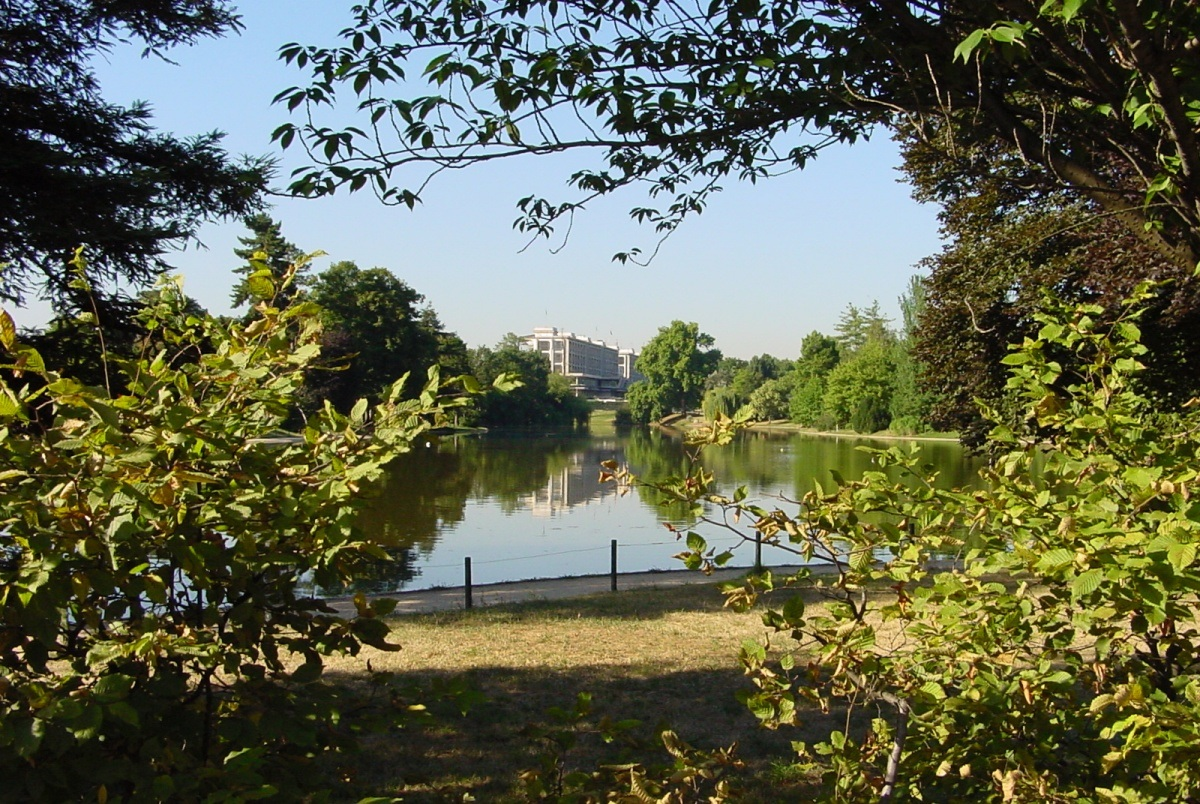
Buloňský lesík

Buloňský lesík (někdy též Boulogneský lesík, francouzsky Bois de Boulogne) je lesní plocha, která se rozprostírá na západním okraji Paříže. Slouží zejména jako park. Nedaleko je městský okruh Boulevard périphérique. 

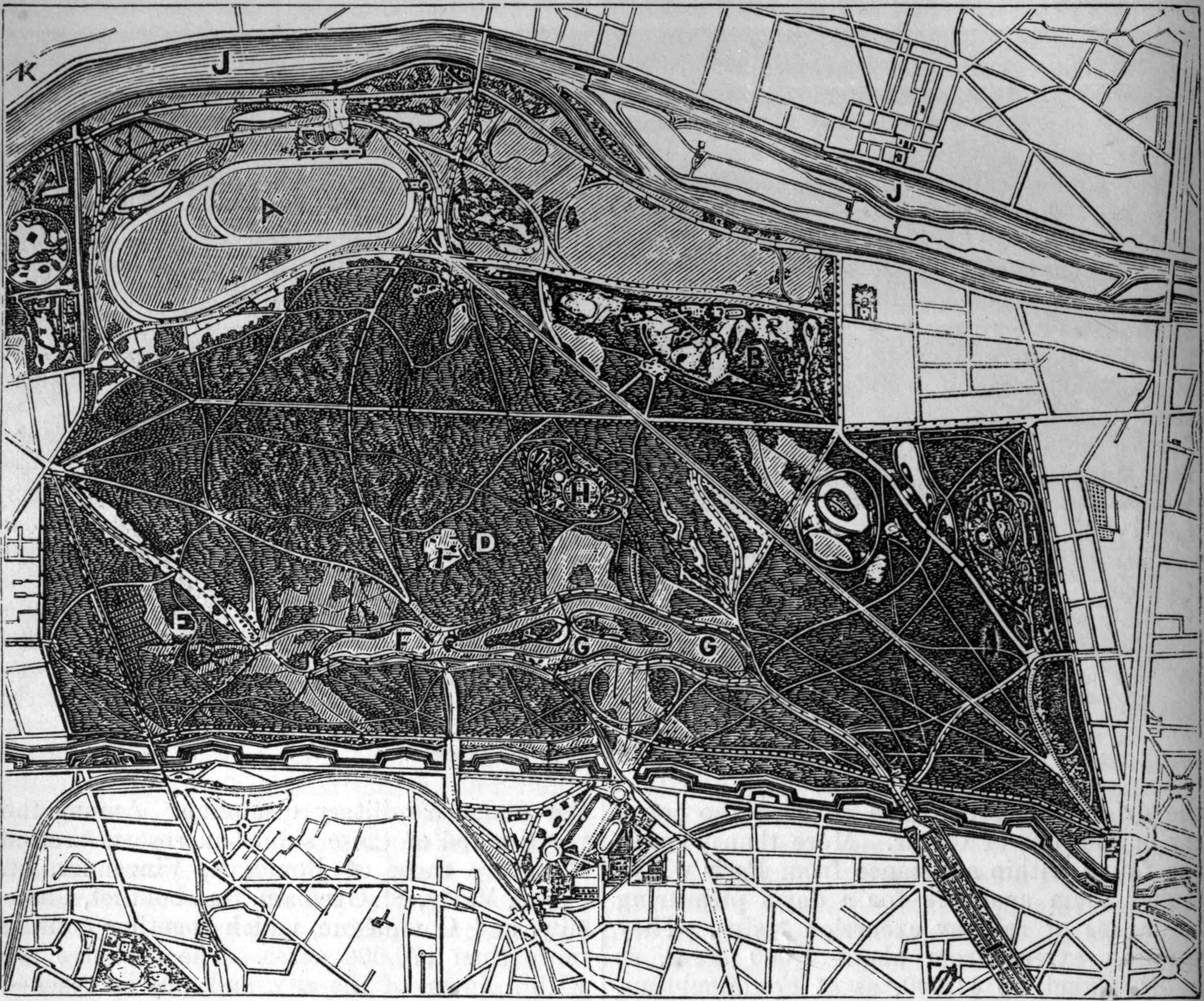
Mapa parku z roku 1879

## Architektura
Buloňský lesík dal založit Napoleon III. krátce poté, co uskutečnil puč a jmenoval se francouzským císařem (1852). Během exilu v Londýně jej zaujal Hyde Park, jeho jezera a potoky a jeho popularita u Londýňanů všech společenských tříd.  V té době měla Paříž jen čtyři veřejné parky – Tuileries, Lucemburské zahrady, Palais Royale a Jardin des Plantes, to vše v centru města. Napoleon III. se do plánování nového parku osobně zapojil.
Jeho nový prefekt Georges-Eugène Haussmann naplánoval zlepšení městské dopravy zbudováním nových bulvárů, zkvalitnění městského zdraví novým systémem distribuce vody a kanalizací, a také vytvářením zelených ploch pro rekreaci rychle rostoucího počtu obyvatel Paříže. V roce 1852 Napoleon daroval na zbudování parku pozemek pro Bois de Boulogne a Bois de Vincennes, který oficiálně patřil jemu. Stavba parku byla vedena na státní náklady.
První plán pro Buloňský lesík byl vypracován podle návrhu architekta Jacquese Hittorffa a zahradního architekta Louis-Sulpice Varého, který navrhl francouzské přírodně krajinářské zahrady na několika slavných zámcích. Jejich plán vyžadoval dlouhé přímé aleje křižující park, a jak císař žádal, jezera a dlouhý říční tok se zátočinami a meandry, podobný jezeru Serpentine v londýnském Hyde Parku. Bohužel, Varé tento úkol zpackal. Nevzal v úvahu rozdíl ve výšce mezi začátkem a koncem toku. Pokud by jeho plán byl realizován, horní část toku by byla prázdná ale spodní část úpravy by byla úplně pod vodou. Když Haussmann viděl částečně hotový říční tok, viděl okamžitě problém a chtěl převýšení změřit. Odmítl služby Varého a Hittorffa, a navrhl řešení sám. Dal vytvořit horní jezero a nižší jezero, rozdělené vyvýšenou silnicí, která slouží jako hráz. Kaskáda umožňuje, aby voda mohla proudit mezi jezery.

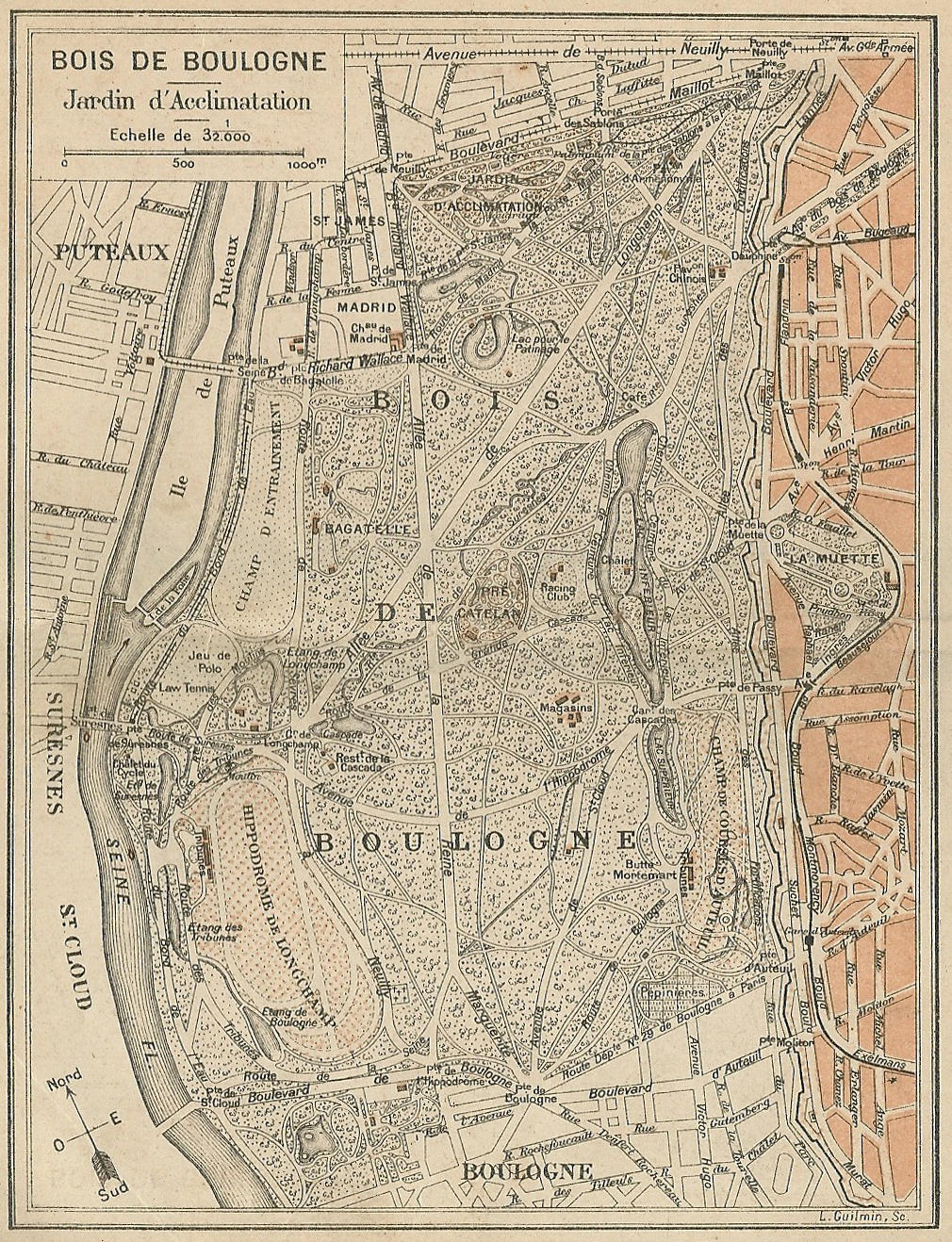
Mapa parku z roku 1921.

V roce 1853 Haussmann najal zkušeného inženýra Jeana-Charlese Alphanda, který s ním pracoval na předchozím úkolu v Bordeaux, a pověřil jej vedením a správou všech parků a promenád v Paříži. Alphand byl také pověřen, aby vypracoval nový plán pro Buloňský lesík. Návrh Jean-Charles Alphanda byl radikálně odlišný od plánu Hittorffa a Varé. Zachoval záměr vytvořit dva dlouhé rovné bulváry, Allée Reine Marguerite a Avenue Longchamp, ale všechny ostatní cesty vytvořil zakřivené a podobné meandrujícím potokům. Park se změnil na zvlněnou krajinu jezer, kopců, ostrovů, hájů a trávníků a travnatých svahů jako idealizace, nikoliv přímo napodobení přírody. Stal se prototypem pro další z městských parků v Paříži a po celém světě. 

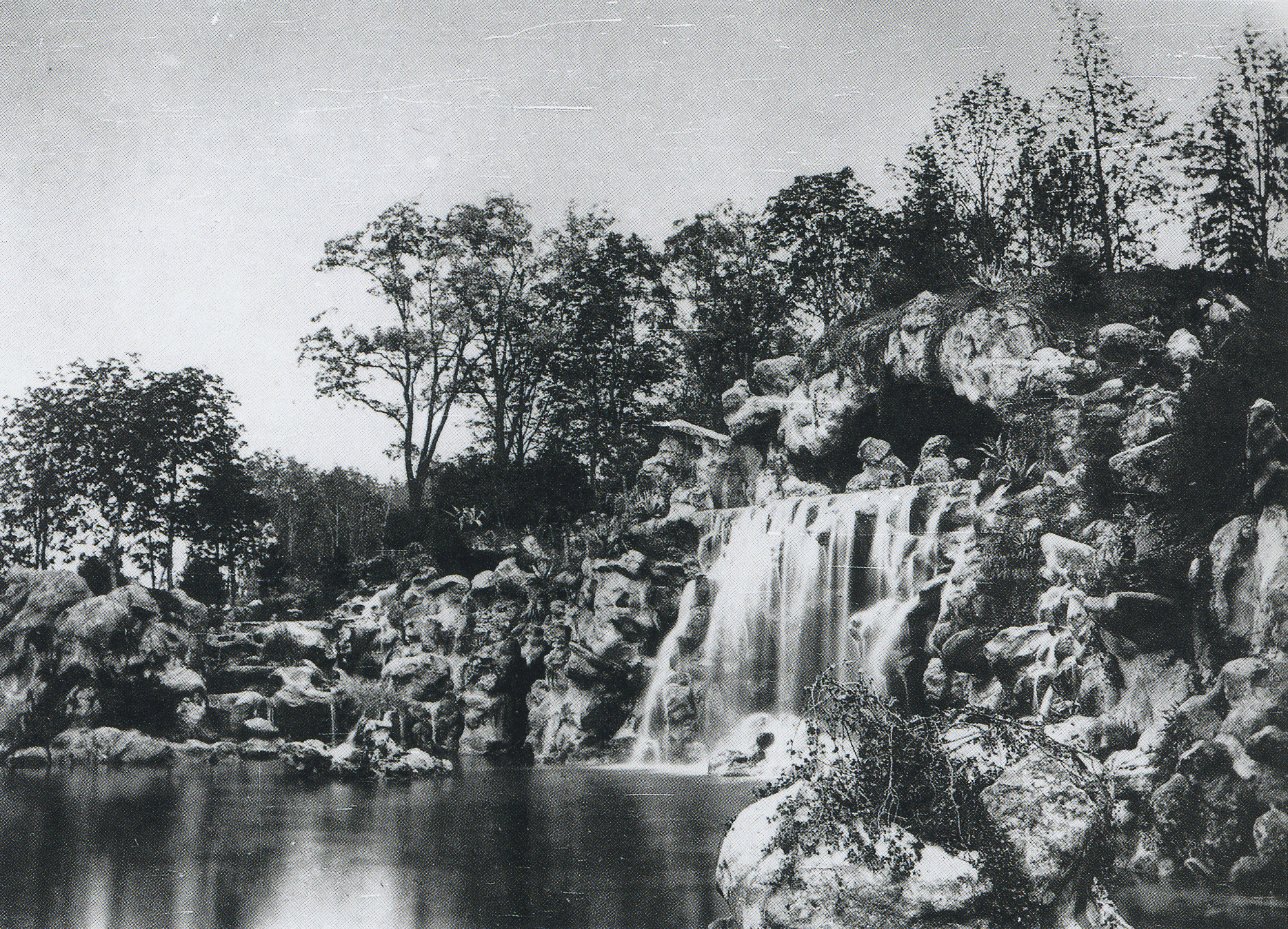
Kaskáda 'La grande cascade' na fotografii Charlese Marvilla z roku 1858.

## Výstavba
Stavba parku byl obrovský inženýrský projekt, který trval pět let. Horní a dolní jezera byla vykopána a země navršena jako ostrovy a kopce. Skály byly přeneseny z Fontainbleau, byly vytvořeny kaskády a umělá jeskyně. Čerpadla u Seiny nemohla poskytnout dostatek vody k vyplnění jezera a zavlažovat park, takže byl vytvořen nový kanál s cílem svést vodu z řeky Ourcq od Monceau do horního jezera v Blois. Ovšem to nestačilo. Byly tedy vyvrtány 586 metrů hluboké artéské studny v rovině Passy, které dodávaly 20 000 m3 vody denně. Práce byly dokončeny v roce 1861. V parku bylo položeno šedesát šest kilometrů potrubí, s kohoutkem každých třicet nebo čtyřicet metrů, celkem 1600 kohoutků.
Alphand vedl také vybudování sítě cest, silnic a stezek pro spojení zajímavých míst v parku. Výsadba parku byla úkolem nového hlavního zahradníka a krajinářského architekta, Jean-Pierre Barillet-Deschampse, který už spolupracoval s Haussmannem a Alphandem v Bordeaux. Jeho zahradníci zasadili 420 000 stromů, včetně habrů, buků, lip, kaštanů, cedrů a jilmů a odolných exotických druhů, jako například sekvoje, a tisíce květin.
Park byl navržen tak, aby nabízel více než jen malebnou krajinu. Bylo vytvořen jako místo pro zábavu a rekreaci se sportovišti, kavárnami, galeriemi, střelnicemi, jízdárnami, s možnostmi vodních sportů na jezerech a s dalšími atrakcemi. V roce 1855 byl Gabriel Davioud, absolvent École des Beaux-Arts, jmenován hlavním inspektorem architektonických staveb města Paříže a hlavním architektem zahrad a parků. Byl pověřen návrhy dvaceti čtyř pavilonů, kaváren, vrátnic, přístavů pro lodičky a budek. Navrhl vrátnice pro strážce, které vypadaly jako stylové chaty. Získal skutečné švýcarské chaty postavené ze dřeva ve Švýcarsku a dal je převézt do Paříže, kde byly smontovány na ostrově v jezeře a staly se z nich restaurace. Postavil další restaurace vedle nejmalebnější atrakce, Velké kaskády. Navrhl umělé jeskyně vyrobené z hornin a cementu. Mosty a zábradlí z cementu který byl upraven tak, aby vypadal jako dřevo.
Na jižním konci parku, na planině Longchamp, dal Davioud obnovit zničený větrný mlýn, který byl přežívajícím pozůstatkem opatství Longchamp.
Na severním konci parku, mezi branou a Sablons Neuilly bylo dvacet hektarů parku věnováno Societé imperiale zoologique d'acclimatation, aby byla vytvořena malá zoologická a botanická zahrada s voliérami vzácných ptáků, exotickými rostlinami a zvířaty z celého světa.

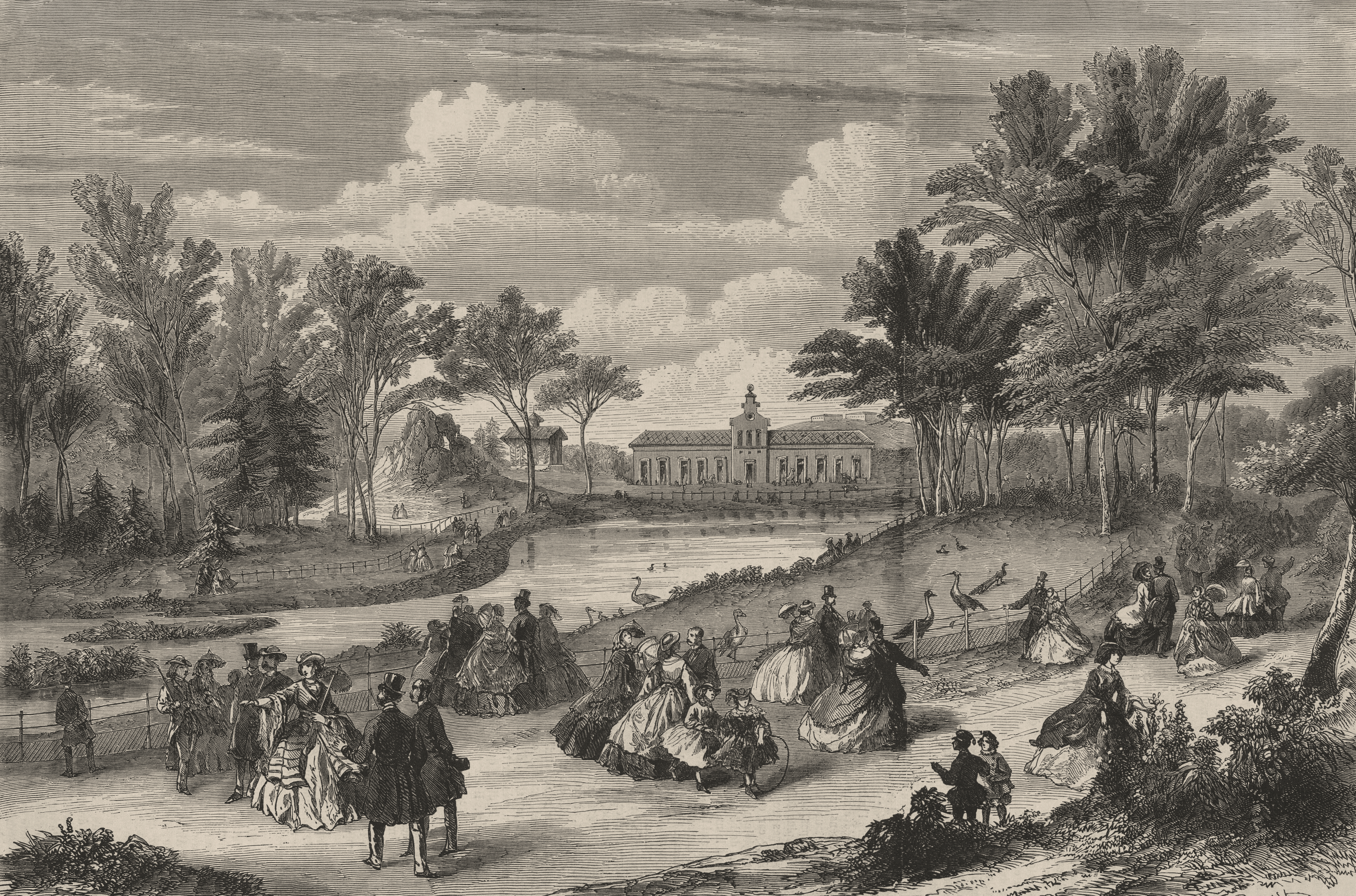
Zoologická zahrada Jardin zoologique d'acclimatation.

V březnu 1855 byla oblast uprostřed parku pronajata koncesionářům pro zábavní park. Byl postaven na místě lomu, kde byl štěrk a písek na parkové cesty a stezky. Davioud navrhl bufet, loutkové divadlo, fotografický pavilon, stáje a další struktury. Nejoriginálnější stavbou byl Théâtre des Fleurs, divadlo pod širým nebem v prostředí stromů a květin. Později bylo přidáno kluziště a střelnice. Místo bylo oblíbené pro pořádání koncertů a tanečních zábav, ale mělo neustálé finanční potíže a nakonec zkrachovalo. Květinové divadlo zůstalo v provozu až do začátku první světové války v roce 1914.

## Části Buloňského lesíku

Bois de Boulogne

### Château de Bagatelle
Zahrady kolem zámečku Château de Bagatelle, stavby původně vybudované jako přístřeší při lovu, přestavěné na pavilon ve stylu napodobujícím italskou renesanční architekturu, byly založeny ve stylu anglického nebo angločínského parku. Byly upraveny Jean-Claude Nicolas Forestierem. Jsou místem každoroční výstavy Concours international de roses nouvelles de Bagatelle, mezinárodní soutěže nových odrůd růží, organizované městem Paříž vždy v červnu.

### Jardin des Serres d'Auteuil
Jardin des Serres d'Auteuil je velký komplex skleníků v jižní části parku. Stojí na místě botanické zahrady, založené v roce 1761 králem Ludvíkem XV. Současné skleníky byly postaveny v roce 1895–1898 a je v nich pěstováno sto tisíc rostlin. V roce 1998 se skleníky oficiálně staly součástí botanické zahrady v Paříži, jejíž součástí je i Bagatelle v Bois de Boulogne, Parc Floral de Paris a Arboretum de l'Ecole de Breuil v Bois de Vincennes.

### Jardin du Pré-Catelan
V Jardin du Pré-Catelan je stále ještě několik pozůstatků, které pamatují jeho počátky. Majestátní červený buk (Fagus sylvatica) patřící mezi kultivary 'Purpurea' Group, který byl vysázen v roce 1782. Sekvojovec obrovský, strom zasazený v roce 1872, starý bufet postavený Gabrielem Davioudem, Grand Restaurant postavený Guillaume Tronchetem v roce 1905 a Shakespearovská zahrada, vytvořená v roce 1953 na místě starého květinového divadla. Pět různých úprav obsahuje všechny stromy, keře a květiny uvedené v Shakespearových hrách.